# ロンスキー行列式
数学の特に線型代数学におけるロンスキー行列式（ロンスキーぎょうれつしき、英: Wronski determinant）またはロンスキアン（英: Wronskian）は Józef Hoene-Wronski (1812) が導入した行列式で、Thomas Muir (1882, Chapter XVIII) が名づけた。微分方程式の研究において用いられ、解の集合が線型独立であることを示すのに利用される。

## 定義
2 つの函数 f, g のロンスキー行列式は W(f, g) = fg' − gf' で与えられる。より一般に、n 個の実または複素数値函数 f1, ..., fn が区間 I 上で n − 1 階まで微分可能とするとき、それらのロンスキー行列式 W(f1, ..., fn) とは
{\displaystyle W(f_{1},\ldots ,f_{n})(x)=\left|{\boldsymbol {f}}_{1}(x){\boldsymbol {f}}_{2}(x)\dots {\boldsymbol {f}}_{n}(x)\right|={\begin{vmatrix}f_{1}(x)&f_{2}(x)&\cdots &f_{n}(x)\\f_{1}'(x)&f_{2}'(x)&\cdots &f_{n}'(x)\\\vdots &\vdots &\ddots &\vdots \\f_{1}^{(n-1)}(x)&f_{2}^{(n-1)}(x)&\cdots &f_{n}^{(n-1)}(x)\end{vmatrix}},\qquad x\in I}
で定義される I 上の函数を言う。ここで fi(j)(x) ≔ d jf/dx j(x), また fi = (fi(0),..., fi(n − 1))t である。つまり、第 1 行は各函数、第 2 行はそれらの 1 階導函数、以下同様に第 (n − 1)-階導函数までを並べてできる行列の行列式である。
考える函数族 fi が線型微分方程式の解であるとき、そのロンスキー行列式はアーベルの恒等式を用いて明示的に求められる。

## ロンスキー行列式と線型独立性
函数族 fi が線型従属ならば、ロンスキー行列式の列もそうなるから、微分作用素の線型性によってロンスキー行列式は消える。故にロンスキー行列式は、ロンスキー行列式が恒等的に消えないことを見ることによって、可微分函数の集合がある区間上で線型独立であることを示すのに利用できる。
よくある間違いに、至る所 W = 0 なることから線型従属性が従うと考えることが挙げられるが、Peano (1889) は函数 x2 および |x|x が連続な導函数を持ちロンスキー行列式が至る所で消えるにもかかわらず、これらが 0 の任意の近傍において線型従属でないことを指摘している。つまり、線型従属性を保証するためにはロンスキー行列式が区間上で消えるだけでは十分でなくて，なんらかの追加の条件が必要である。そのような条件の例はいくつか存在する。例えば Peano (1889) では、函数が解析的ならばよいことが述べられる。また Bochner (1901) には他にもいくつかの条件が提示されていて、例えば n 個の函数のロンスキー行列式が恒等的に消えていて、かつそれらの函数から n − 1 個を選んでできる n 個のロンスキー行列式のすべてが同時に消える点がどこにもなければ、それらの函数は線型従属である。Wolsson (1989a) はより一般の条件のもとで、ロンスキー行列式が消えることから線型従属性が得られることを示している。

## 一般化されたロンスキー行列式
n 個の多変数函数に対して、一般化されたロンスキー行列式 (generalized Wronskian) とは、各 (i, j)-成分が  Di(fj) (0 ≤ i < n) で与えられる n × n 行列の行列式を言う。ただし、各 Di は i-階の適当な定数係数の線型偏微分作用素とする。与えられた函数族が線型従属ならば一般化ロンスキー行列式は全て消えるが、一変数の場合と同様に逆は一般には正しくない（つまり、全ての一般化ロンスキ行列が消えるからと言ってそれらの線型従属性は言えない）。ただし、多くの特別の場合には逆が成り立つ。例えば、考える函数族の各函数が多項式で、その全ての一般化ロンスキー行列式が消えるならば、その函数族は線型従属である。ロスは一般化ロンスキー行列式に関するこの結果をロスの定理の証明に用いた。逆が成り立つより一般の条件については Wolsson (1989b) を見よ。